# Европско првенство у атлетици у дворани 2021 — скок удаљ за жене
Такмичење у скоку удаљ у женској конкуренцији на 36. Европском првенству у дворани 2021. у Торуњу одржано је 5. и 6. марта у Арена Торуњ.
Титулу освојену у Глазгову 2019. није бранила Ивана Шпановић из Србије због повреде.

## Земље учеснице
Учествовало је 17 такмичарки из 12 земаља.
| 1. Белорусија (1) 2. Италија (2) 3. Кипар (1) 4. Литванија (1) | 1. Мађарска (1) 2. Малта (1) 3. Немачка (3) 4. Румунија (2) | 1. Уједињено Краљевство (2) 2. Украјина (1) 3. Шведска (1) 4. Шпанија (1) |

## Рекорди
| Рекорди пре почетка Европског првенства 2021.     | Рекорди пре почетка Европског првенства 2021. | Рекорди пре почетка Европског првенства 2021. | Рекорди пре почетка Европског првенства 2021. | Рекорди пре почетка Европског првенства 2021. | Рекорди пре почетка Европског првенства 2021. |
| ------------------------------------------------- | --------------------------------------------- | --------------------------------------------- | --------------------------------------------- | --------------------------------------------- | --------------------------------------------- |
| Светски рекорд                                    | Хајке Дрекслер                                | Источна Немачка                               | 7,37                                          | Беч, Аустрија                                 | 13. фебруар 1988.                             |
| Европски рекорд                                   | Хајке Дрекслер                                | Источна Немачка                               | 7,37                                          | Беч, Аустрија                                 | 13. фебруар 1988.                             |
| Рекорди европских првенстава                      | Хајке Дрекслер                                | Источна Немачка                               | 7,30                                          | Беч, Аустрија                                 | 5. март 1988.                                 |
| Најбољи светски резултат сезоне у дворани         | Лариса Јапичино                               | Италија                                       | 6,91                                          | Анкона, Италија                               | 20. фебруар 2021.                             |
| Најбољи европски резултат сезоне у дворани        | Лариса Јапичино                               | Италија                                       | 6,91                                          | Анкона, Италија                               | 20. фебруар 2021.                             |
| Рекорди после завршеног Европског првенства 2021. |                                               |                                               |                                               |                                               |                                               |
| Најбољи светски резултат сезоне у дворани         | Марина Бек-Романчук                           | Украјина                                      | 6,92                                          | Торуњ, Пољска                                 | 6. март 2021.                                 |
| Најбољи европски резултат сезоне у дворани        | Марина Бек-Романчук                           | Украјина                                      | 6,92                                          | Торуњ, Пољска                                 | 6. март 2021.                                 |

## Најбољи европски резултати у 2021. години
Десет најбољих европских такмичарки у скоку удаљ у дворани 2021. године пре почетка првенства (4. марта 2021), имале су следећи пласман на европској и светској ранг листи. (СРЛ)
| 1.  | Лариса Јапичино            | Италија    | 6,91 | 7. фебруар  | 1. СРЛ  |
| 2.  | Кади Сагнија               | Шведска    | 6,82 | 7. фебруар  | 2. СРЛ  |
| 3.  | Малајка Михамбо            | Немачка    | 6,77 | 10. фебруар | 4. СРЛ  |
| 4.  | Ивана Шпановић             | Србија     | 6,75 | 20. фебруар | 5. СРЛ  |
| 5.  | Настасија Мирончук-Иванова | Белорусија | 6,73 | 13. фебруар | 7. СРЛ  |
| 6.  | Марина Бех-Романчук        | Украјина   | 6,70 | 11. фебруар | 8. СРЛ  |
| 7.  | Јелена Соколова            | Русија     | 6,70 | 16. фебруар | 8. СРЛ  |
| 8.  | Лаура Страти               | Италија    | 6,66 | 24. јануар  | 12. СРЛ |
| 9.  | Хилари Кпатша              | Француска  | 6,58 | 16. јануар  | 17. СРЛ |
| 10. | Марија Висенте             | Шпанија    | 6,55 | 14. фебруар | 18. СРЛ |
| 10. | Мерле Хомајер              | Немачка    | 6,55 | 21. фебруар | 18. СРЛ |

Такмичарке чија су имена подебљана учествовале су на ЕП.

## Сатница
| Датум         | Време | Ниво          |
| ------------- | ----- | ------------- |
| 5. март 2021. | 12:18 | Квалификације |
| 6. март 2021. | 19:40 | Финале        |

## Квалификациона норма
| дворана | на отвореном |
| ------- | ------------ |
| 6,80 м  |              |

## Освајачи медаља
| Освајачи медаља     |                 |              |  |  |  |  |
|                     |                 |              |  |  |  |  |
|                     |                 |              |  |  |  |  |
|                     |                 |              |  |  |  |  |
| Марина Бех-Романчук | Малајка Михамбо | Кади Сагнија |  |  |  |  |
| Украјина            | Немачка         | Шведска      |  |  |  |  |

## Резултати

### Квалификације
Такмичење је одржано 5. марта 2021. године у 12:18. Квалификациона норма за пласман 8 такмичарки у финале износила је 6,70 метара (КВ). Норму су испуниле 2 такмичарке (КВ) а 6 су се пласирале на основу постигнутог резултата (кв).,
| Пласман | Атлетичарка                | Земља                | ЛР   | ЛРС   | #1   | #2   | #3   | Резултат | Белешка |
| ------- | -------------------------- | -------------------- | ---- | ----- | ---- | ---- | ---- | -------- | ------- |
| 1.      | Кади Сагнија               | Шведска              | 6,92 | 6,82  | x    | 6,58 | 6,78 | 6,78     | КВ      |
| 2.      | Лариса Јапичино            | Италија              | 6,91 | 6,91  | 6,35 | 6,42 | 6,70 | 6,70     | КВ      |
| 3.      | Марина Бех-Романчук        | Украјина             | 6,96 | 6,70  | 6,60 | 6,66 | -    | 6,66     | кв      |
| 4.      | Фатима Диаме               | Шпанија              | 6,56 | 6,51  | x    | 6,62 | x    | 6,62     | кв, ЛР  |
| 5.      | Малајка Михамбо            | Немачка              | 7,07 | 6,77  | 6,41 | 6,47 | 6,58 | 6,58     | кв      |
| 6.      | Лаура Страти               | Италија              | 6,66 | 6,66  | 6,58 | 6,44 | 6,44 | 6,58     | кв      |
| 7.      | Флорентина Костина Јуско   | Румунија             | 6,79 | 6,50  | x    | 6,57 | x    | 6,57     | кв, ЛРС |
| 8.      | Настасија Мирончук-Иванова | Белорусија           | 6,93 | 6,73  | 6,49 | 6,52 | 6,55 | 6,55     | кв      |
| 9.      | Јогаиле Петрокаите         | Литванија            | 6,48 | 6,48  | 6,50 | 6,36 | 6,53 | 6,53     | ЛР      |
| 10.     | Алина Ротару-Котман        | Румунија             | 6,74 | 6,28  | x    | 6,38 | 6,53 | 6,53     | ЛРС     |
| 11.     | Мерле Хомеир               | Немачка              | 6,55 | 6,55  | 4,62 | 6,50 | 6,41 | 6,50     |         |
| 12.     | Марисе Лузоло              | Немачка              | 6,56 | 6,53  | 6,44 | 6,47 | 6,48 | 6,48     |         |
| 13.     | Џасмин Сајерс              | Уједињено Краљевство | 6,71 | 6,50  | 6,27 | 6,46 | 6,48 | 6,48     |         |
| 14.     | Филипа Фотопулу            | Кипар                | 6,53 | 6,53  | 6,41 | 6,39 | 6,46 | 6,46     |         |
| 15.     | Абигејл Ирозуру            | Уједињено Краљевство | 6,73 | 6,34  | x    | 6,44 | 6,39 | 6,44     | ЛРС     |
| 16.     | Диана Лести                | Мађарска             | 6.48 | 6,48  | x    | 6,18 | 6,17 | 6,18     |         |
| 17.     | Клер Азопарди              | Малта                | 5,42 | 5,81о | x    | 5,44 | 5,51 | 5,51     | ЛР      |

Подебљани лични рекорди су и национални рекорди земље коју атлетичарка представља

### Финале
Такмичење је одржано 6. марта 2021. године у 19:40.  
| Пласман | Атлетичарка                | Земља      | #1   | #2   | #3   | #4   | #5   | #6   | Резултат | Белешка  |
| ------- | -------------------------- | ---------- | ---- | ---- | ---- | ---- | ---- | ---- | -------- | -------- |
|         | Марина Бех-Романчук        | Украјина   | x    | x    | 6,80 | 6,62 | 6,86 | 6,92 | 6,92     | СРС, ЕРС |
|         | Малајка Михамбо            | Немачка    | 6,60 | 6,56 | 6,88 | 6,56 | 6,69 | 6,78 | 6,88     | ЛРС      |
|         | Кади Сагнија               | Шведска    | 6,48 | x    | 6,75 | x    | 6,62 | x    | 6,75     |          |
| 4.      | Настасија Мирончук-Иванова | Белорусија | 6,44 | x    | 6,72 | 6,71 | x    | 6,72 | 6,72     |          |
| 5.      | Лариса Јапичино            | Италија    | 6,59 | 6,56 | x    | 6,48 | 6,34 | 6,56 | 6,59     |          |
| 6.      | Лаура Страти               | Италија    | x    | 6,41 | x    | 6,57 | 6,38 | 6,48 | 6,57     |          |
| 7.      | Фатима Диаме               | Шпанија    | 6,35 | x    | x    | 6,47 | x    | 6,35 | 6,47     |          |
| 8.      | Флорентина Костина Јуско   | Румунија   | x    | x    | 6,33 | 6,33 | 6,36 | 6,38 | 6,38     |          |